# Кун, Юлий Михайлович
Ю́лий Миха́йлович Кун (12 июля 1914, Солдатское, Курская губерния — 8 февраля 1980, Москва) — советский оператор, режиссёр и сценарист, фронтовой кинооператор в годы Великой Отечественной войны. Лауреат Сталинской премии второй степени (1949).

## Биография
Родился в Фатежском уезде Курской губернии в родовой усадьбе Кунов, где семья обычно проводила летние месяцы. Запись в метрические книги сделана в Покровском храме села Солдатское (ныне Фатежский район, Курской области).
Окончив московскую школу в 1931 году, около года провёл с матерью в Буэнос-Айресе (Аргентина), находящейся там по заданию Советского правительства.
По возвращении в СССР поступил на кинооператорский факультет ВГИКа, который окончил в 1937 году с отличием, получил специальность «Кинооператор художественного фильма». Был принят на киностудию «Мосфильм», начинал ассистентом оператора на картинах: «Как будет голосовать избиратель» (1937), «Пиковая дама» (1937—1938), «Александр Невский» (1938), «Ленин в 1918 году» (1939), «Подкидыш» (1939), «Дело Артамоновых» (1941), был вторым оператором на фильме «Зори Парижа» (1936). С 1940 года — оператор Центральной студии кинохроники. Автор сюжетов для кинопериодики: «Новости дня», «Пионерия», «Союзкиножурнал».
Был призван Кинокомитетом в Красную армию и с февраля 1942 года в звании инженер-капитан служил в киногруппе 3-го Украинского фронта, с марта 1943 года — в киногруппе Юго-Западного фронта. С октября 1944-го — оператор киногруппы 2-го Украинского фронта. Кун особенно отличился во время битвы за Будапешт, где проявил большую смелость и выдержку:
Отступая, фашисты совершили очередное злодеяние: взорвали мосты, соединяющие Пешт с Будой. Для завершения съёмок в Пеште срочно потребовалось снять погружённые в воду мосты. Шёл ранний ледоход, мосты и набережная были под прицельным огнём со стороны высот Буды. Оператор Ю. Кун, рискуя жизнью, выполнил задание, пополнив «комплект» ранее снятого материала отличными кадрами.Леон Сааков, руководитель фронтовых съёмок фильма «Будапешт»
С декабря 1945 года — вновь на киностудии «Мосфильм» (с перерывом 1947—1948 годов, когда работал на ЦСДФ). С февраля 1958 года — на «Таллинфильме». С 1960 по июль 1966 года был режиссёром на Рижской киностудии художественных и хроникально-документальных фильмов, после чего вернулся на «Мосфильм», работал на фильме-эпопее «Освобождение» (1967—1972) в качестве второго режиссёра, а также на других проектах студии.
Член КПСС с 1969 по 1980 год. Член Союза кинематографистов СССР с 1957 года.
Скончался 8 февраля 1980 года в Москве.

### Семья
- мать — Юлия Альбертовна Кун (1894—1980), скульптор;
- отец — Михаил Васильевич Сметский (1892—1940), выпускник Московского университета, преподаватель истории и математики[1];
- дядя — Николай Альбертович Кун (1877—1940), писатель, историк[10];
- жена — Ия Алексеевна Арепина (1930—2003), актриса;

- сын — Юлий Юльевич Кун (род. 1955) — оператор, режиссёр, педагог;

- внук — Юлий Кун (род. 1981) — режиссёр компьютерной графики;
- внук — Артур Кун (род. 1986).

## Фильмография
Оператор
- 1937 — Арест Вотрена (дипломная работа) СССР — ГДР;
- 1943 — Битва за нашу Советскую Украину (в соавторстве)
- 1944 — Победа на юге (в соавторстве)
- 1945 — Будапешт (Фронтовой выпуск № 1) (в соавторстве)
- 1945 — Победа на Правобережной Украине (в соавторстве)[13]
- 1946 — 1-е Мая (цветной вариант; в соавторстве)
- 1946 — Венгрия (в соавторстве)
- 1946 — Молодость нашей страны (в соавторстве)
- 1948 — Мичурин (совместно с Л. Косматовым)
- 1950 — Жуковский (комбинированные съёмки совместно с Д. Суворовым)
- 1951 — Спортивная честь (совместно с М. Магидсоном и В. Яковлевым)
- 1953 — Степные зори (не выпущен)
- 1956 — Илья Муромец (широкоформатный; совместно с Ф. Проворовым)
- 1958 — Капитан первого ранга
- 1959 — Озорные повороты

Режиссёр
- 1959 — Озорные повороты (совместно с К. Кийском)
- 1960 — Опасные повороты (панорамный; совместно с К. Кийском)
- 1963 — Укротители велосипедов
- 1975 — Улыбнись, ровесник! (СССР — ГДР; совместно с М. Энгльбергером)

Сценарист
- 1963 — Укротители велосипедов (совместно с Н. Эрдманом и Ю. Озеровым)
- 1975 — Улыбнись, ровесник! (СССР — ГДР; совместно с В. Кареном и В. Эбелингом)

## Награды и премии
- орден Красной Звезды (2 июня 1943)[14];
- орден Отечественной войны I степени (11 мая 1945)[15];
- медаль «За победу над Германией в Великой Отечественной войне 1941—1945 гг.»[5];
- медаль «За взятие Будапешта»[5];
- Сталинская премия второй степени (1949) — за съёмки фильма «Мичурин» (1948)[16][17];
- орден Трудового Красного Знамени (22 июня 1971) за особые заслуги в области советского кинематографа[1].

## Память
- Кадры кинолетописи войны, запечатлевшие Ю. Куна во время съёмок сцен уличного боя, вошли в документальный фильм «Рядом с солдатом» (1975, режиссёр Игорь Гелейн-младший, ЦСДФ)[18]

## Комментарии
1. ↑  В Биофильмографическом справочнике «Создатели фронтовой кинолетописи» А. Дерябина (2016) местом смерти ошибочно указана Рига[5].